# Сероголовая муния
Сероголовая муния (лат. Lonchura caniceps) — птица семейства вьюрковых ткачиков отряда воробьинообразных.

## Распространение
Обитает в саваннах, лесах и заболоченных местах юго-востока острова Новая Гвинея.

## Подвиды
Образует 3 подвида:
- L. c. caniceps (Salvadori, 1876) — южный берег юго-востока Новой Гвинеи
- L. c. scratchleyana (Sharpe, 1898) — горы юго-востока Новой Гвинеи
- L. c. kumusii (Hartert, 1911) — северный берег юго-востока Новой Гвинеи